# Milagros Maldonado
Milagros de las Mercedes Maldonado Blaubach (Valencia, estado Carabobo, Venezuela, 9 de julio de 1944) es una promotora cultural, galerista, curadora, coleccionista y asesora de artes plásticas venezolana. Fue la fundadora y presidente de la Fundación La Previsora, la Galería de Arte La Previsora y el Cine La Previsora. Actualmente es la Presidente y fundadora de META MIAMI.

## Primeros años
Milagros de las Mercedes Maldonado Blaubach nace el 9 de julio de 1944 en Valencia estado Carabobo, Venezuela. Hija de Elsa Blaubach y del conocido abogado, ganadero y empresario venezolano Iván Darío Maldonado. 

Su abuelo paterno, Samuel Darío Maldonado, fue un personaje importante en el ámbito de la política, la medicina, la literatura y el periodismo venezolano. Su figura y manera de ver la vida influyó significativamente en la trayectoria profesional de Milagros al orientar sus primeros pasos en el mundo de la literatura y las bellas artes.
Mi abuelo fue fundamental en mi vida. Fue escritor, poeta, médico, Ministro de Sanidad, y Asistencia Social y un aventurero empedernido. (…) Él dejó una biblioteca sensacional, que con los años se fue abandonando, hasta terminar en el garaje de mi casa. Allí la descubrí un día, cuando aprendí a leer.

## Vida profesional
Luego de terminar sus primeros estudios en Valencia, su tierra natal, se trasladó a Estados Unidos donde obtuvo una especialización en arte en la escuela secundaria de Saint Mary's of Notre Dame, en el estado de Indiana. En esos años conoció a Wilfredo Lam en una exposición de la Universidad de Notre Dame. De regreso a Venezuela, inicia su educación superior en la Universidad de Carabobo, donde lleva adelante la carrera de Historia del arte y pintura. Sin embargo, su verdadero deseo era estudiar en L'Accademia di Belle Arti di Roma. En 1969 se separa de Ricardo Degwitz Acosta, viaja a Italia, y obtiene en la nombrada academia el título de Historia del Arte en grado summa cum laude.
Durante su permanencia en Italia tomó cursos sobre arquitectura, pintura, escultura y técnicas de grabado, a la par de su formación académica. En este período podemos destacar su participación en un ciclo de conferencias en la Universidad de Roma, sobre arte renacentista, dictados por el reconocido historiador y crítico de arte Giulio Carlo Argan. 
Sus primeros pasos en gestión y promoción de las artes plásticas consistieron en su asistencia permanente a la Biennale di Venezia, desde 1972. Durante esos años también comenzó su labor como coproductora de exposiciones, instalaciones artísticas, conciertos y muestras de danza- teatro en la galería vanguardista liderado por Fabio Sargentini,  L'Attico de Roma. Del mismo modo, entre 1972 y 1974, participó como coordinadora de la sección de performances, música y danza en la Gran Exposición Contemporánea - Roma.
Milagros Maldonado mantuvo una activa labor cultural mediante relaciones amistosas y laborales con numerosos artistas europeos y americanos que nutrieron y ampliaron su visión del mundo del arte. Esto se tradujo en excelentes contactos y significativos aportes a los movimientos culturales de esa época. Entre los artistas con los que trabajó se encuentran: Anis Kounelis, Nam Jun Pike, Luigi Ontani, Trisha Braun, Marisa y Mario Merz, Steve Reich, Terry Riley, Gino De Dominicis, Richard Serra, Francisco Clemente, Sol LeWitt, Joseph Beuys, Glauber Rocha, Philip Glass, Gilbert and George, Steve Paxton, La Monte Young, Robert Wilson, entre otros. En París, durante los años 1980 al 1986 organizó diversos salones de artistas latinoamericanos, inspirada en los famosos salones siglo XIX, con el propósito de establecer vínculos y contactos entre escritores y artistas, lo que informalmente, desde entonces, le ha valido el título Grande Dame des Arts.
En Nueva York, durante el período de 1997 al 2004, conjuntamente con el artista y productor Generoso Villareal, creó la galería Generous Miracles Gallery en el distrito de Chelsea Art District, cuando apenas este sector comenzaba a destacarse. De ese tiempo podemos señalar las siguientes exposiciones de los artistas: Ana Mercedes Hoyos, Andrés Serrano, Edouard Duval Carrié, Luis Caballero, Lucca Pignatelli, Alejandro Garmendia, Carlos Garaicoa, entre otros.

## Trayectoria en Venezuela

### Departamento de Arte y Cultura/ Museo de bellas artes
A pesar de encontrarse establecida en Roma, surge en Milagros Maldonado la necesidad de vincularse nuevamente con Latinoamérica y con su país natal. 
(…) Me empecé a desesperar. Pero entonces gracias a un amigo mío, Luis Alberto Pocaterra, que conocía mucho a Jorge Daher, quien sería director general del CONAC (Consejo Nacional de Cultura) pude conectarme con ese núcleo del organismo cultural que se estaba creando. (…) Fue como encontrar en Caracas, lo que yo había dejado en Roma: de nuevo el vínculo con el mundo del intelecto y con los artistas.
Maldonado retorna a Caracas en 1975. Es contratada como asistente del Presidente del CONAC, Luis García Morales, lo que le permite involucrarse en todas las áreas de gestión de la principal institución cultural de Venezuela para ese momento. Luego, en 1977 es asistente del director general del Museo de Bellas Artes, Gonzalo Castellano, con la responsabilidad de coordinar la programación y las exposiciones.

### Fundación La Previsora
Para 1986, el núcleo familiar Maldonado ubicado en Caracas, era accionista mayoritario de una de las más importantes empresas aseguradoras del país, a saber, Seguros La Previsora. Milagros Maldonado, que ha retornado nuevamente a Venezuela tras una temporada entre Miami y París, lidera la creación de una Fundación orientada a la promoción y a la realización de actividades culturales, científicas, y sociales, cuyo propósito era contribuir al mejoramiento profesional del personal. En 1990, la fundación amplia sus objetivos y se establecen tres ejes fundamentales de acción: eco-desarrollo, educación y las bellas artes. Esta última a cargo de Milagros Maldonado.

#### Sala de Cine La Previsora
Estas nuevas actividades dejaron de ser exclusivas para los trabajadores ya que las nuevas directrices centraban su interés en crear espacios y contenidos de calidad para todo público. Por ello, la gestión de Milagros Maldonado consistió en transformar, en asociación con la Cinemateca Nacional, el Cine La Previsora en un espacio fílmico de arte y ensayo dedicado a la proyección de películas nacionales e internacionales, de cine de arte-independiente y comercial. 
Debido a su excelente y constante programación de largometrajes de calidad, organización de festivales, cine-foros, talleres y cursos, fue declarada por el Municipio Libertador Patrimonio Sociocultural de Caracas el año 1998, y acreedora en el año 2000 al Premio Municipal de la Difusión Cinematográfica como la mejor sala de cine de la ciudad.

#### Revista Moviola
Con el propósito de promocionar y dar a conocer las actividades que realizaba La Fundación se creó la revista Moviola. Su primera publicación data de agosto 1997.  Sus ediciones eran repartidas gratuitamente entre los asistentes de la sala de cine La Previsora. Además de informar sobre la programación, tanto del cine, como de la galería de arte, ésta se complementaba con notas y comentarios sobre literatura, gastronomía y teatro. 

#### Galería de Arte La Previsora
La Galería de Arte La Previsora, creada bajo la responsabilidad de Milagros Maldonado, constituyó un nuevo espacio para llevar adelante exposiciones de artistas nacionales e internacionales. A diferencia del Cine La Previsora, cuya dirección y programación se traspasó luego a José Pisano en la Galería, Milagros Maldonado ejerció como programadora, productora y curadora de las exhibiciones hasta el momento en que abandonó sus funciones por completo, en el año 2009. Este espacio de exhibición promovió a numerosos artistas venezolanos y obras de artistas internacionales. 

## Exposiciones relevantes en Venezuela

### Figuración Fabulación (1990/2004)
Con motivo de la celebración de los 75 años de la aseguradora La Previsora, la Fundación a cargo de Milagros Maldonado, organizó en 1989 una de las exposiciones más relevantes en la historia de dicha institución: Figuración/Fabulación: 75 años de Pintura en América Latina, con la participación de más de 100 artistas latinoamericanos en los espacios del Museo de Bellas Artes en Caracas, Venezuela. Algunos de los artistas expuestos fueron: Rufino Tamayo de quien es la portada del catálogo, Antonio Segui, Antonio Henrique Amaral, Julio Galán, Mario Abreu, Cándido Portinari, Armando Reverón, Luis Caballero, Fernando Botero, Mario Carreño, Oswaldo Guayasamín, José Gamarra, Flavio de Carvalho, Ana Mercedes Hoyos, María Izquierdo, Wilfredo Lamb, Amalia Pélaez, Anita Malfatti, Diego Rivera, Frida Kahlo, Remedios Varo, Oswaldo Vigas, Jacobo Borges, Carlos Zerpa, Roberto Matta Echeauri, Julio Galán, entre otros.
Con la exhibición de las obras, también se publicó un fascículo que reunía reflexiones en torno a las piezas escrito por el curador Roberto Guevara, con prólogo del reconocido escritor Gabriel García Márquez. Posteriormente (2004), se hizo una segunda edición para conmemorar los 90 años de la empresa, esta vez titulada Figuración/Fabulación: Venezuela. En ella, se exhibieron obras de artistas venezolanos figurativos. En esta oportunidad bajo la curaduría de Bélgica Rodríguez. El catálogo de la mencionada exposición fue prologado por Adriano González León.

### Los Caprichos de Goya (2001)
En el año 2001 se realizó esta importante exposición con una serie de los grabados originales de Goya. Su realización contó con la colaboración del Ministerio de Asuntos Exteriores, Unión Europea y Cooperación de España.

### Carlos Cruz-Diez (1992/2006)
En conmemoración del 78.º aniversario de la compañía aseguradora, Milagros Maldonado le encargó al reconocido artista internacional y cinético Carlos Cruz Diez el diseño de la puerta principal del edificio. Esta pieza denominada Cromoestructura permanece aún en el edificio y constituye uno de los aportes ejemplares de la integración del arte en la arquitectura venezolana. El año 2006, en los espacios de La Previsora se realizó la exposición Cromosaturaciones y Cromo Interferencias que reunió dos obras emblemáticas del artista: una cromo interferencia con proyección en movimiento, y una cámara de cromo saturación. 

### El Sentido de Lo Moderno - Leo Matiz (2007)
Además de cubrir de una manera exhaustiva el movimiento muralista mexicano con sus protagonistas, incluyendo a Frida Khalo, la obra de Leo Matiz abarca casi la totalidad de escenarios y personajes de América Latina. Esta exposición curada por José Antonio Navarrete se concentró en el inicio de la modernidad en la arquitectura de nuestro hemisferio, con un extraordinario testimonio de la Universidad Central de Venezuela, patrimonio cultural de la humanidad.

### Walter Arp… Rara Avis (2008)
Esta muestra contemplaba el trabajo desarrollado por el pintor y ecologista Walter Arp durante más de cincuenta años sobre las aves venezolanas. Milagros Maldonado, fue la principal promotora de este evento a raíz de la profunda admiración y respeto hacia la investigación hornitológia del artista y la escasa difusión que tenía hasta el momento. Esta exposición  contemplaba más de sesenta pinturas que fueron exhibidas acompañadas de fotografías, aplicaciones interactivas y videos donde se reflejó, a través del arte de Warp, la extensa cantidad de aves venezolanas, con las conductas y detalles de la fisonomía.Esta exposición vino además acompañada de una publicación con escritos en torno a la vida y obra de Walter Arp realizados por su curador Sergio Antillano Armas, y con prólogo del reconocido poeta venezolano Eugenio Montejo.

### Pancho Quilici: Tras Caracas (2009)
La exposición Tras Caracas estuvo conformada por más de cincuenta pinturas, instalaciones y videos en los espacios de la Galería de Arte La Previsora. En ella, el pintor mostró el resultado de una profunda investigación de fotos, documentos y planos de la ciudad de Caracas que le fueron suministrados por los curadores de la misma. En medio de una ciudad que para el momento vivía la preocupación del auge urbano, Milagros Maldonado propuso este diálogo con el mencionado artista en aras de generar un punto de encuentro para la percepción y reflexión sobre Caracas. Quilici creó sus propios recuerdos de la capital, con una visión de nostalgia pero también con cierto futurismo con la incorporación de edificios incompletos, laberintos y formas geométricas semi transparentes; lo que aporta una mirada relevante sobre la construcción de la memoria de la ciudad.

## Carrera en el cine
Milagros Maldonado incursionó en el cine desde diferentes ámbitos. En el año 1986 protagonizaría una versión cinematográfica de uno de los referentes más importantes de la literatura venezolana, Doña Bárbara de Rómulo Gallegos. El rodaje, realizado en el Hato El Frío* propiedad de su familia, no pudo terminarse debido a un conflicto entre el actor principal y los productores.Tiempo después, el reconocido director Diego Rísquez pidió a Milagros Maldonado interpretar a La Malinche, quien colaboró con Hernán Cortez en la conquista de México, en su película Amerika, Terra Incognita, estrenada en 1988. Durante su gestión a cargo de la Galería de Arte La Previsora, promovió la realización de diferentes documentales. El primero, La vida en color de Carlos Cruz Diez (2005) en coproducción con Bolívar Films.Tiempo después: Leo Matiz, El Sentido de lo Moderno (2007), con la colaboración del curador de fotografía y crítico cubano José Antonio Navarrete. Por último, en el caso de Walter Arp…Rara Avis(2008) la Fundación se alió a la cadena de televisión Vale TV para producir el documental sobre la importante investigación del artista en torno a los pájaros venezolanos; dicho film aún es transmitido por la televisora.

## Trayectoria en Miami
Para el momento en el que Milagros Maldonado abandonó la Fundación La Previsora, en el año 2009, había reunido una extensa colección de arte que contemplaba artistas como  Wifredo Lam, Roberto Matta, Fernando Botero, Antonio Seguí, José Gamarra, Luis Caballero, Ramón Alejandro, Gerardo Chávez, Agustín Cárdenas, Pancho Quilici, Armando Morales, Jacobo Borges, Armando Reverón, entre otros. De dicha colección surgió una exhibición llamada Beyond the erotic (2010), con la curaduría de José Antonio Navarrete, que contempló además un ciclo de conferencias y actividades educativas.

Al trasladarse a Miami, luego de lograr algunas experiencias en Nueva York con exposiciones en galerías de arte alternativas, funda un nuevo espacio cultural en la localidad de Wyndwood, motivada por el auge artístico que vivía esta parte de la ciudad. 
Entusiasmada por esta transformación, decidí abrir una entidad sin ánimo de lucro para organizar una Bienal para la ciudad. Teniendo en cuenta el éxito de Art Basel Miami, podría haber interés en crear una Bienal para reforzar la relación de la ciudad con el arte que se estaba produciendo en Miami

### Miami Biennale / Maldonado Education through Art (META Miami)
El trabajo de Milagros Maldonado en la Biennale de Miami duró ocho años, tiempo en el que fue curadora y productora de numerosas exhibiciones, así como también de eventos musicales y educativos. 
A partir de una propuesta de Henrique Farías, y dado que no habíamos podido concretar la Biennale, cambiamos nuestro nombre a META Miami (Maldonado Education Through Art), nombre sugerido por nuestra actual directora Isabel Pérez
Esta organización, sin fines de lucro, gestiona proyectos multiculturales que incluyen actividades permanentes como: exposiciones de arte nacionales e internacionales, presentaciones musicales, charlas, proyecciones de películas, presentaciones de libros, talleres de diferentes índoles; además de ferias y festivales relacionados con el objetivo principal de la organización que consiste en  promover un diálogo creativo entre Miami, sus diversas comunidades culturales y el mundo.Algunas de las actividades más relevantes hasta la fecha son:
- Exhibition: Beyond the erotic (2010).
- Exhibición: Leo Matiz, The Expanded Eye. (2010).
- Exhibición: Convergence Paris, José Gamarra, Atelier Morales, Ramón Alejandro y Panho Quilici (2011).
- Exhibición: Exhaling Gnosis, Miami (Primera exposición individual de Michele Oka Doner en Miami) (2012).
- Evento cultural: Piano Fest, Music meets Painting (2012).
- Proyecto cultural: Wynwood Ways Cruz-Diez Intersection. (primera intersección de colores de Wynwood dedicada a Tony Goldman.) (2013).
- Exhibición: ILUMINACIONES: Una exposición iluminadora. (James Turrell pieza Coconino)(2015).
- Exhibición: Propuestas sobre el color, el ritmo y la luz, Waldo Balart. (2017).
- Exhibición: Beware of Red (2017).
- Exhibición: Horacio Zabala, Aislamientos (2018).
- Exhibición y subasta: ARTTION, Acción Solidaria a Beneficio de Venezuela. (Subasta de arte para personas que viven con VIH e insumos médicos para Venezuela) (2018)
- Taller: Empoderamiento a través del Arte/Patricia Van Dalen y Creativo Dance Estudio,La Bienal de Miami, Merrill Lynch, Rotary Club Brickell, y Miami Women's Club.(2018)
- Exhibición: Abstracción Sólida. Estrategias de desobediencia en el arte cubano (2018)
- Exhibición: Mercedes Elena González en Pinta Miami (2019)
- Exhibición: Esvin Alarcón Lam, Historias Invertidas (primera exposición individual en Miami del artista guatemalteco)(2020)
- Exhibición: Ojivas de Mercedes Elena González (en beneficio a la organización a Acción Solidaria)(2021)
- Homenaje al poeta y ensayista venezolano Rafael Cadenas, una celebración de su vida, organizada por Rolando Peña (2022).